# Antybiga

Antybiga: A-część do pozycjonowania, B-ściana kanału, C-nośnik, D-papier chroniący klej nałożony na nośnik.
Po zamontowaniu wykrojnika na listwy bigujące nakładane są przycięte do ich wymiaru kawałki antybigi. Służy temu górna część antybigi. Następnie odrywany jest papier ochronny i odsłaniana warstwa kleju naniesiona na spodnią część podłoża antybigi. Jeśli teraz zewrze się metalowy stół maszyny bigująco-wykrawającej z odcinkami antybigi umieszczonej na bigach wykrojnika, wówczas antybiga przykleja się do stołu.

Antybiga: A-zobrazowanie czynności pozycjonowania, B-antybiga przyklejona do stołu, spozycjonowana, z usuniętą górną częścią służącą do pozycjonowania.
Ponowne rozwarcie maszyny pozwala na usunięcie górnej części antybigi, która służy tylko do prawidłowego pozycjonowania. Po umieszczeniu między wykrojnikiem a antybigami materiału i zamknięciu maszyny uzyskujemy w miejscu big odpowiednie przetłoczenie.

Antybiga zwana też kontrbigą lub kanalikiem służy do obróbki introligatorskiej jaką jest bigowanie. Antybiga ma kształt taśmy z kanałem biegnącym wzdłuż jej osi. Szerokość i głębokość kanału jest różna i te parametry są najistotniejsze w doborze odpowiedniej antybigi dla bigowanego materiału: im grubszy materiał bigowany, tym szerszy i głębszy kanalik. Producenci antybig znakują ściany kanału umownymi kolorami w zależności od głębokości i szerokości kanału. Ściany kanału antybigi są przyklejone do nośnika metalowego (tradycyjne antybigi) lub preszpanowego (antybigi nowej generacji). Kanał antybig może biec dokładnie wzdłuż osi antybigi (antybigi symetryczne) lub być przesunięty do jednej z krawędzi (antybigi asymetryczne). Na jednej antybidze mogą być umieszczone dwa równolegle biegnące kanały (antybigi podwójne). Producenci wprowadzają również inne rodzaje antybig. Materiał (np. papier) za pomocą bigi umieszczonej w wykrojniku jest wtłaczany do kanału antybigi. Dzięki temu przetłoczenie jest trwałe, wyraźne, dostosowane głębokością przetłoczenia do grubości bigowanego materiału.

## Pozycjonowanie
Problem przy tłoczeniach, w tym też przy przygniataniu czyli bigowaniu, polega na uzyskaniu prawidłowego umieszczenia elementu tłoczącego, tu bigi względem formy do której się materiał wtłacza, tu kanał antybigi. Te dwa elementy służące tłoczeniu powinny być względem siebie ustawione jak najdokładniej centrycznie. Antybigi są tak skonstruowane, aby błyskawicznie można było efekt prawidłowego pozycjonowania uzyskać:

## Dobór kanału antybigi
W celu dobrania odpowiedniej antybigi, jeśli chodzi o głębokość i szerokość kanału, należy się posługiwać następującymi zasadami:
- głębokość kanału dla tektury litej nie może być większa od jej grubości, a dla tektury falistej od jej grubości po jej sprasowaniu (zgnieceniu)
- szerokość kanału dla tektury litej (wzór skuteczny do grubości 0,7 mm) ma być równa szerokości bigi plus (grubość tektury pomnożona przez współczynnik 1,5), natomiast dla tektury falistej ma być równa szerokości bigi plus (grubość tektury po jej sprasowaniu pomnożona przez współczynnik 2).